# Wetenschapspark

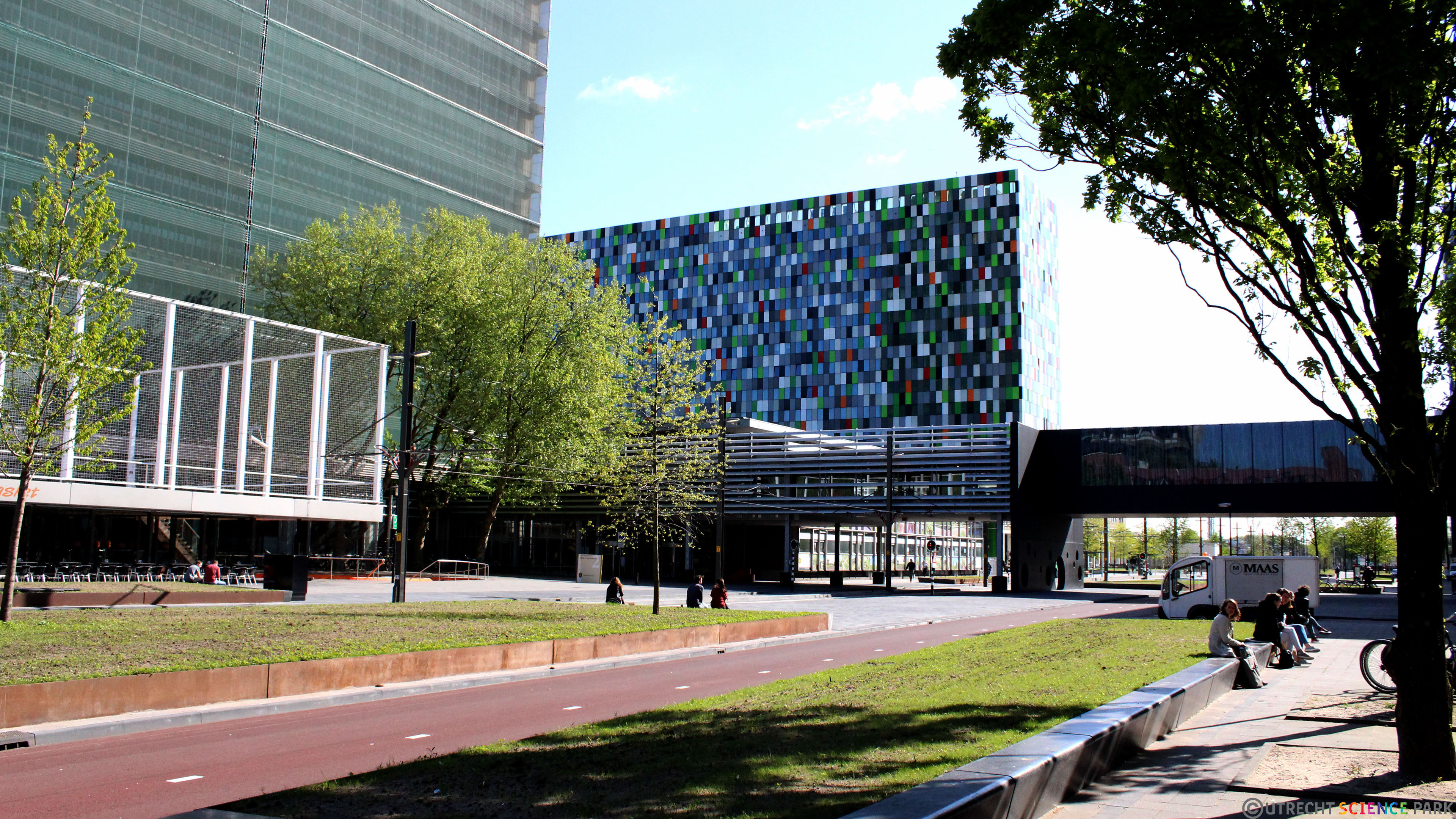
De campus op het Utrecht Science Park.

Een wetenschapspark, ook wel kennispark, technologiepark of (naar het Engels) sciencepark, is een bedrijventerrein of industriegebied waarop voornamelijk bedrijven met een wetenschappelijke of technologische inslag en onderzoekinstituten te vinden zijn. Vaak is er een nauwe band met een of meer universiteiten.
Het bekende Amerikaanse Silicon Valley kan gezien worden als een van de eerste concentraties van dergelijke bedrijven en instellingen ook al zijn deze verspreid over een gehele streek in plaats van een afgebakend terrein.